# 櫟生金錢菇
櫟生金錢菇，又名櫟生小皮傘，廣泛分布於世界各地，為口蘑科植物，也是常見土棲腐生野菇之一種。該種中小型野菇生長於夏天的中高海拔林區，數天生，肉質軟硬，菌蓋2cm-4.5cm寬，不適合食用。